# La Galante Méprise
Pour plus de détails, voir Fiche technique et Distribution.
La Galante Méprise (titre original : Quality Street)  est un film américain en noir et blanc réalisé par Sidney Franklin, sorti en 1927.
Une nouvelle version sera tournée en 1937 : Pour un baiser (Quality Street), avec Katharine Hepburn et Franchot Tone.

## Synopsis
Le docteur Valentine Brown courtise depuis longtemps Phoebe Throssel, une jeune fille fraiche et vive. Avant qu'il se décide à lui demander sa main, il doit rejoindre en urgence les forces anglaises combattant les troupes de Napoléon. Phoebe reste longtemps à languir au village, semblant vouée à rester vieille fille ; sa sœur Susan la réconforte. Dix ans plus tard, le docteur Valentine revient au village. Phoebe pense qu'il sera déçu par son apparence altérée par le temps. Elle se fait alors passer pour la nièce de Phoebe et commence à badiner avec le médecin. Il s'ensuit une série de malentendus et de situations embarrassantes. Phoebe finit par avouer la vérité à Valentine. Ce dernier l'aime toujours, malgré les outrages du temps.

## Fiche technique
- Titre original : Quality Street
- Réalisation : Sidney Franklin
- Scénario : Hanns Kräly et Albert Lewin, d'après la pièce Quality Street (play) (en) de J. M. Barrie (1901)
- Intertitres : Marian Ainslee et Ruth Cummings
- Direction artistique : Cedric Gibbons et Allen Ruoff
- Costumes : René Hubert
- Photographie : Hendrik Sartov
- Montage : Ben Lewis
- Producteurs : Marion Davies et William Randolph Hearst (non crédité)
- Société de production : Cosmopolitan Productions et Metro-Goldwyn-Mayer
- Société de distribution : Metro-Goldwyn-Mayer
- Pays de production :  États-Unis
- Langue originale : anglais américain
- Format : noir et blanc — 35 mm — 1,33:1 — muet
- Genre : comédie dramatique
- Durée : 80 minutes (1 h 20)
- Date de sortie : 1er novembre 1927

## Distribution
- Marion Davies : Phoebe Throssel
- Conrad Nagel : Dr Valentine Brown

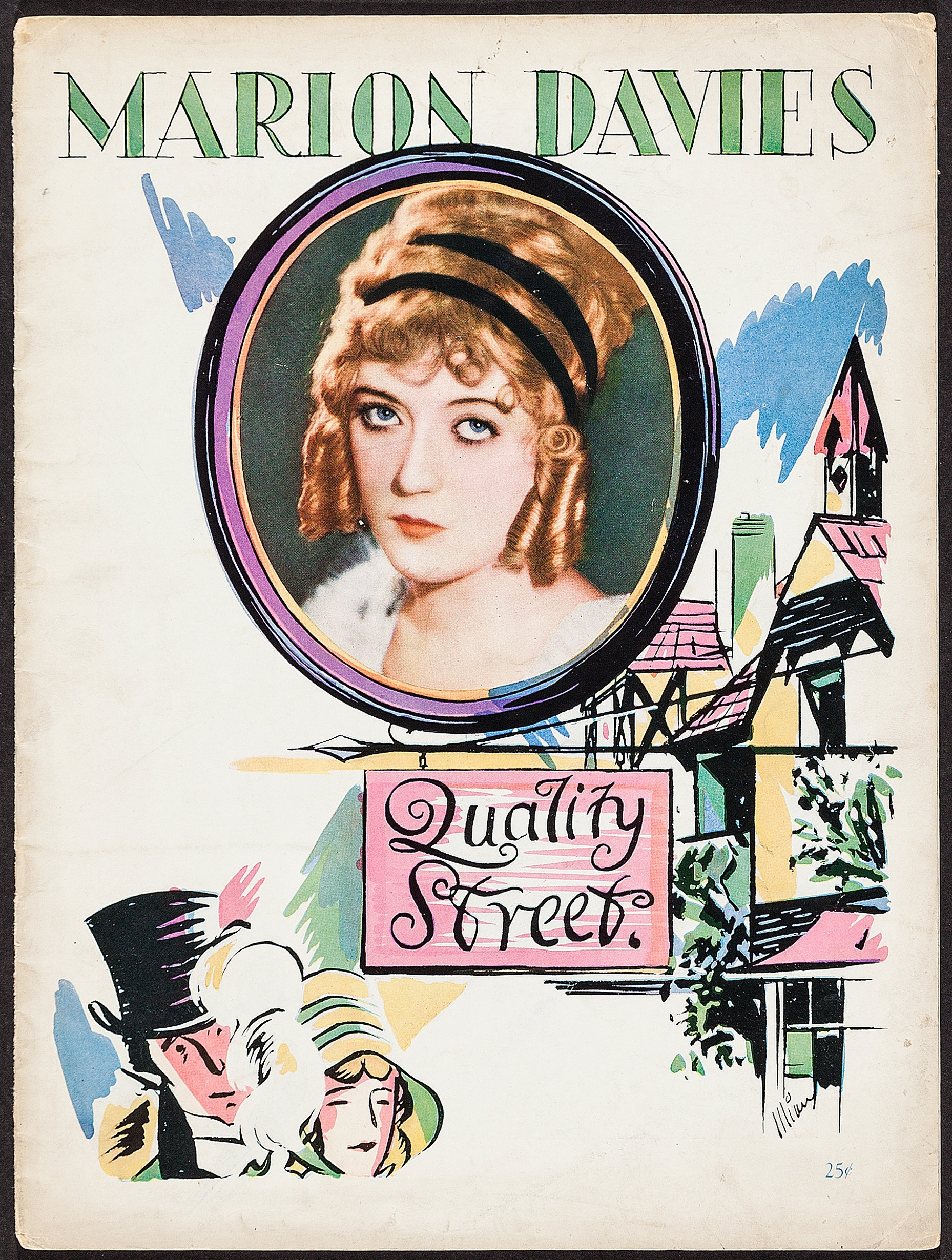
Marion Davies

- Helen Jerome Eddy : Susan Throssel
- Flora Finch : Mary Willoughby
- Margaret Seddon : Nancy Willoughby
- Marcelle Corday : Henrietta Turnbull
- Kate Price : Patty